# Bålsta
Bålsta est une localité de Suède dans la commune de Håbo, dont elle est le chef-lieu, située dans le comté d'Uppsala.
Sa population était de 15 318 habitants en 2019.